# Spreeautoren
Spreeautoren ist ein Netzwerk professioneller Berliner Autoren und Illustratoren aus dem Bereich Kinder- und Jugendbuch. Das aus mehr als 100 Mitgliedern bestehende Netzwerk vereint auch bekannte und  ausgezeichnete Künstler. Voraussetzung für die Zugehörigkeit bei den Spreeautoren ist mindestens eine Veröffentlichung in einem Publikumsverlag.

## Tätigkeit / Ziele
Die Spreeautoren treffen sich seit 2012 regelmäßig zum Austausch zu allen beruflich-kinderliterarisch relevanten Themen. Die Treffen und der Informationsaustausch der Spreeautoren-Mitglieder untereinander bilden ein wichtiges Forum der gegenseitigen Unterstützung.
Das Netzwerk gibt Künstlern im Kinder- und Jugendliteraturbereich eine Stimme und setzt sich für die Anerkennung des Kinder- und Jugendbuchs als wichtige Kunstform in der modernen Gesellschaft ein. Dazu gehören eine bessere Vergütung der Urheber sowie die Forderung nach mehr Stipendien, Förderungen und Preisen im Kinder- und Jugendbuchbereich. Die Spreeautoren engagieren sich für die Leseförderung ihrer Zielgruppe in Berlin und Brandenburg. Auf der Website der Spreeautoren kann man sich über die Autoren und Illustratoren und deren Veröffentlichungen informieren und sie für Lesungen kontaktieren.

## Spreeautoren Blog
Auf dem Blog kann man nachlesen, was Berliner Kinderbuchschaffende beschäftigt, und sich zur aktuellen Lage des deutschsprachigen Kinderliteraturbetriebs aus Sicht der Urheber informieren. Es finden sich Beiträge zu den neuesten Tendenzen auf dem Kinderbuchmarkt, zu Freud und Leid mit Verlagen und Agenturen, über die „Lesekrise“ und neue Medien, zu Bildungspolitik und über Erfahrungen bei Lesungen an Schulen, in Bibliotheken und auf Lesefestivals. Außerdem gibt es regelmäßig Porträts von Mitgliedern sowie Veranstaltungshinweise.

## Projekte und Aktionen (Auszug)
2021 #causapapierklavier. Die Deutsche Bischofskonferenz vergab 2021 zum ersten Mal in ihrer Geschichte den Katholischen Kinder- und Jugendbuchpreis nicht. Das von einer unabhängigen Jury vorgeschlagene Buch „Papierklavier“ entsprach laut Pressemitteilung nicht den Kriterien der Statuten. Das Buch wurde sogar von der Empfehlungsliste gestrichen. Papierklavier handelt u. a. von Erwachsenwerden, Sexualität und die Auseinandersetzung mit Schönheitsnormen und Geschlechterfragen (z. B. trans Sein). Offiziell bestritt die Deutsche Bischofskonferenz jedoch, dass das Thema Transgender der Grund für die Ablehnung war.
Zusammen mit 220 Autoren und Illustratoren aus dem Bereich Kinder- und Jugendbuch veröffentlichten die Spreeautoren am 17. Mai 2021 einen offenen Brief, der für ein breites mediales Aufsehen sorgte. Unterzeichnet haben ihn u. a. Isabel Abedi, Kirsten Boie, Anke Kuhl, Finn-Ole Heinrich und Paul Maar. Der Brief hat zusammen mit dem Protest der Jury dazu geführt, dass diese zukünftig bei der Preisvergabe unabhängig von der Bischofskonferenz entscheiden kann.

## 2020 Arbeitsstipendium für Kinder- und Jugendbuchautoren
Im November 2020 wandten die Spreeautoren sich gemeinsam mit dem Literaturhaus Berlin in einem offenen Brief an den Berliner Kulturausschuss und die Senatsverwaltung für Kultur und Europa, um ein Arbeitsstipendium für Berliner Kinder- und Jugendbuchautoren anzuregen. Zuvor erfolgte ein Schreiben an Klaus Lederer, in dessen Folge es zu zwei Treffen mit der Senatsverwaltung für Kultur und Europa kam. So gibt es bis heute in Berlin kein Arbeitsstipendium für Kinder- und Jugendbuchautoren, das eine  Unterstützung für deren Arbeit bedeuten würde. In anderen Bundesländern und Städten (Niedersachsen, Bayern, Baden-Württemberg, Köln, München) gibt es seit langem Arbeitsstipendien in diesem Bereich.

## 2018 Unterschriftensammlung gegen Kakadu Einstellung
Der Kakadu ist die tägliche Radiosendung für Kinder und mit Kindern auf Deutschlandfunk Kultur. Der Kakadu ist preisgekrönt, wird deutschlandweit gesendet und bietet Kindern eine Vielfalt an Themen, die in dieser Qualität und Tiefe einzigartig sind. Mehr als 5.000 Radiostunden wurden seit 1996 produziert. Die meisten der jungen Hörer sind im Alter von sechs bis zehn Jahren, aber auch viele ältere Kinder gehören zur Kakadu-Fangemeinde.
2018 wollte Deutschlandfunk den Kakadu wochentags streichen, das Angebot radikal zurückfahren und nur noch im Internet zur Verfügung stellen. Die Spreeautoren haben daraufhin einen Offenen Brief an den Sender geschickt und  sich aktiv bei der Petition gegen die Einstellung beteiligt. Mit Erfolg: Der Kakadu konnte im Frühjahr 2021 seinen 25. Geburtstag feiern.